# اختبار شوم
اختبار شوم (بالإنجليزية: Schumm test)‏ هو اختبار يبيِّن الاختلاف بين الإنحلال داخل الأوعية والانحلال خارج الأوعية، مثل انحلال الأنيميا، النتيجة الإيجابية للفحص تدل على الانحلال داخل الأوعية.
فحص «شوم» سمّي بذلك نسبة إلى 'اوت شوم،الكيميائي الألماني الذي عاش في أوائل القرن العشرين.
النتيجة الإيجابية للفحص تحدث عندما تكون وظيفة الهبتاغلوبين الرابط مشبعة، ويؤدي ذلك إلى إطلاق مادة الهيم من الخلية بشكل حر من الهيموغلوبين ليرتبط مع الزُلال.